# Karl Wallinger
Karl Edmond De Vere Wallinger (* 19. Oktober 1957 in Prestatyn; † 10. März 2024 in Hastings) war ein britischer Pop- und Rockmusiker sowie Songwriter und Produzent. Er war der Gründer der Band World Party.

## Leben und Karriere
Wallinger wurde 1957 in Wales geboren und in jungen Jahren stark von der Musik der Beatles und der Beach Boys, ferner von Bob Dylan und Love beeinflusst. Er besuchte die Charterhouse School in Surrey.
Wallingers musikalische Laufbahn begann in den 1970ern mit der Mitgliedschaft in einer Reihe weniger erfolgreicher Bands. In der Folgezeit wurde er musikalischer Leiter der Rocky Horror Show. Von 1983 bis 1986 war er Keyboarder der Gruppe The Waterboys. Die auf dem im Oktober 1985 veröffentlichten dritten Album This Is the Sea enthaltene Single The Whole of the Moon erreichte 1985 Platz 40 in den UK-Charts, bei der Neuveröffentlichung 1991 sogar Platz 3 der UK-Charts.
Ab 1985 widmete er sich seinem eigenen Projekt World Party. Die erste Veröffentlichung Private Revolution (1987) ist eine Mischung aus Folk, Funk und Soul und enthält mit Ship of Fools einen kleineren Radiohit. Es folgten weitere World-Party-Alben. Daneben arbeitete er auch an Sinéad O’Connors 1987 erschienenem Debütalbum The Lion and the Cobra mit.
Wallinger war 1994 musikalischer Leiter des Films Reality Bites – Voll das Leben. 1996 arbeitete er am Soundtrack des Films Clueless – Was sonst! mit. Das von Wallinger geschriebene Stück She’s the One wurde 1999 in der Version von Robbie Williams zu einem großen Erfolg. Wallinger arbeitete zeitweilig auch mit Bob Geldof zusammen.
Von einer im Jahr 2000 erlittenen Ruptur eines Aneurysmas erholte sich Wallinger nur langsam. 2006 unternahm er seine erste Tour nach der vollständigen Gesundung von der Erkrankung.
Er wirkte als Autor mehrerer Lieder wie Whole Thing, sowie als Musiker und Produzent an dem Kompilationsalbum Big Blue Ball mit. Das Album hatte er in den Sommern 1991, 1992 und 1995 in den Real World Studios zusammen mit Peter Gabriel und weiteren Musikern aufgenommen; es erschien im Juni 2008.
Wallinger starb im März 2024 im Alter von 66 Jahren. Er war mit Suzie Zamit verheiratet und Vater von zwei Kindern.